# Бренель
Брене́ль (фр. Brenelle) — коммуна во Франции, находится в регионе Пикардия. Департамент коммуны — Эна. Входит в состав кантона Фер-ан-Тарденуа. Округ коммуны — Суасон.
Код INSEE коммуны — 02120.

## Население
Население коммуны на 2010 год составляло 199 человек.
| 1962 | 1968 | 1975 | 1982 | 1990 | 1999 | 2010 |
| ---- | ---- | ---- | ---- | ---- | ---- | ---- |
| 164  | 204  | 168  | 189  | 184  | 190  | 199  |

## Экономика
В 2010 году среди 128 человек трудоспособного возраста (15—64 лет) 84 были экономически активными, 44 — неактивными (показатель активности — 65,6 %, в 1999 году было 71,2 %). Из 84 активных жителей работали 80 человек (46 мужчин и 34 женщины), безработных было 4 (2 мужчин и 2 женщины). Среди 44 неактивных 8 человек были учениками или студентами, 18 — пенсионерами, 18 были неактивными по другим причинам.